# Hostal Bell-lloc
Hostal Bell-lloc és una obra de Riells i Viabrea (Selva) inclosa a l'Inventari del Patrimoni Arquitectònic de Catalunya.

## Descripció
L'Hostal de Bell-lloc forma, juntament amb l'església de Sant Martí i la rectoria, el petit nucli de Riells. Està situat darrere mateix de l'església.
De l'edifici original, can Ferrer, pràcticament no en resta res. Quan va ser adaptat com a hostal a mitjan segle XX s'hi van fer moltes reformes i ampliacions que, malgrat mantenir el caràcter de l'arquitectura rural, no han preservat cap dels elements originals.
És una construcció amb planta en forma de “L” amb vessants a façana, que crea un petit pati interior. El portal és d'arc de mig punt adovellat fet nou i les obertures són simples. L'interior ha estat totalment adaptat per la funció de restaurant.
La façana que dona a la plaça conserva una placa amb la inscripció “PLASA DE LA COSTITUCION”.

## Història
En part de les seves dependències hi havia hagut la casa consistorial al segle xix.
El darrer masover de Can Ferrer va ser Salvador Formiga, jutge de Breda i carter. El propietari Antoni Montserrat i Xamaní, en morir l'any 1925 el deixà als seus fills.
L'any 1950 Joaquim Montsant i Clopés va convertir Can Ferrer, en aquell moment deshabitat, en restaurant amb el nom d'Hostal Bell-lloc.